# Вануату на Светском првенству у атлетици на отвореном 2019.
Вануату је учествовао на 17. Светском првенству у атлетици на отвореном 2019. одржаном у Дохи од 27. септембра до 6. октобра седамнаести пут, односно учествовао је на свим првенствима до данас. Репрезентацију Вануатуа представљао је један атлетичар који се такмичио у трци на 400 метара,.
На овом првенству такмичар Вануату није освојио ниједну медаљу, нити је оборио неки рекорд.

## Учесници
Мушкарци:
- Тики Тери Маел — 400 м

## Резултати

### Мушкарци
| Атлетичар      | Дисциплина | Лични рекорд | Квалификације | Квалификације | Полуфинале           | Полуфинале           | Финале               | Финале       | Детаљи |
| Атлетичар      | Дисциплина | Лични рекорд | Резултат      | Место         | Резултат             | Место                | Резултат             | Место        | Детаљи |
| -------------- | ---------- | ------------ | ------------- | ------------- | -------------------- | -------------------- | -------------------- | ------------ | ------ |
| Тики Тери Маел | 400 м      | 49,92д       | 48,52         | 3. у гр. 4    | Није се квалификовао | Није се квалификовао | Није се квалификовао | 41 / 41 (42) |        |